# Antropocén
Az antropocén egy javasolt új földtörténeti kor, melynek kezdetét az emberi tevékenység a Föld ökoszisztémáira gyakorolt jelentős és globális hatása határozná meg. Az antropocén kifejezést szovjet tudósok már az 1960-as években a legkésőbbi földtörténeti időszakra, a  negyedidőszakra utalva használták. Az 1980-as években Eugene F. Stoermer ökológus vezette be az antropocén kifejezést a most elterjedt értelemben, majd a Nobel-díjas légkörkémikus, Paul Crutzen terjesztette el a köztudatban. Crutzen úgy vélte, hogy az emberi tényező hatása a Föld atmoszférájára olyan jelentős volt, hogy a litoszféra számára egy új földtörténeti kort szükséges létrehozni. 2019 januárjában a kifejezés használata hivatalosan még nem volt elfogadott a földtudományok területén.
2008-ban javaslatot terjesztettek a Londoni Földtani Társaság rétegtani bizottsága elé az antropocén hivatalos elismerése tárgyában. A bizottság nagy része megalapozottnak tartotta a beterjesztést, és további vizsgálatokat látott jónak. Különböző földtani társaságok független tudományos munkacsoportjai dolgoznak azon, hogy az antropocént hivatalosan is beillesszék a földtörténeti időskálába.
A hivatalos elismerés hiányában is számos tudós használja az antropocén kifejezést, az Amerikai Földtani Társaság 2011-es találkozójának egyenesen ezt a címet adta: „Az archaikumtól az antropocénig: a múlt kulcs a jövőhöz”. Az antropocénnek nincs közösen elfogadott kezdőpontja, de egyes tudósok szerint, a légköri bizonyítékok alapján megfelelő lenne az ipari forradalommal (késő 18. század) kezdeni. Más tudósok korábbra tennék az antropocén kezdetét, például a földművelés kezdetére és a neolitikus forradalom idejére (kb. 12 000 évvel a „before present” kormegjelölés előtt). Az embernek a növekvő földhasználatával, az ökoszisztémákra, a biológiai sokféleségre és a fajok kihalására vonatkozó hatásával kapcsolatos bizonyítékok nem egyértelműek; egyes tudósok szerint az emberi tényező jelentősen megváltoztatta vagy megállította a biodiverzitás növekedését. A korábbi időpont mellett érvelők akár 14-15 000 évvel korábbra teszik a litoszferikus bizonyítékok alapján a javasolt antropocén kezdetét; ami ahhoz a javaslathoz vezetett, hogy az antropocén beálltát még néhány ezer évvel ezelőttre kellene kitolni – így már nagyjából megegyezne a jelenleg használt holocén időszakkal.
2015 januárjában a nemzetközi antropocén-munkacsoport 38 tagjából 26 által kiadott tanulmány azt javasolta, hogy a javasolt új időszak kezdetét az atomkorszak kezdetére, a Trinity (nukleáris teszt) 1945. július 16-i időpontjára tegyék. Jelentős kisebbség támogat néhány alternatív időpontot is. Egy 2015. márciusi felvetés szerint 1610 vagy 1964 is lehetne az antropocén kezdete. Az antropocén-munkacsoport 2016-ban tartott megbeszélést az eddigi bizonyítékok alapján annak eldöntésére, hogy az antropocén valódi földtani időszak-e. A bizonyítékok kiértékelése nyomán a csoport 2016 augusztusában megszavazta az antropocént mint új geológiai időszakot.

## Az antropocén kritikája
Az antropocén-elmélet legfőbb kritikája, hogy egy monolit egységként kezeli az emberiséget, és nem fordít figyelmet arra, hogy ezen belül milyen társadalmi rétegek és folyamatok alakítják a föld ökoszisztémáját. Két svéd humánökológus, Andreas Malm és Alf Hornborg tanulmányukban úgy érvelnek, hogy az antropocén elmélet sokszor az emberi természetből eredezteti a ökológiai átalakulásokat, és nem veszi figyelembe, hogy az emberiség környezetalakító hatása nem egyenlően oszlik meg az emberek közt. Andreas Malm Fossil Capital könyvére hivatkozva azt állítják, hogy például a foszilis üzemanyagokra való 19. századi áttérés nem az emberiség általános döntése volt, hanem brit tőkések egy szűk csoportjának a lépése volt. Malm és Hornborg érvelését követve ezért Jason W. Moore és mások a kapitalizmusra utaló kapitalocén fogalom használatát javasolják.

## Fordítás
- Ez a szócikk részben vagy egészben az Anthropocene című angol Wikipédia-szócikk ezen változatának fordításán alapul.  Az eredeti cikk szerkesztőit annak laptörténete sorolja fel. Ez a jelzés csupán a megfogalmazás eredetét és a szerzői jogokat jelzi, nem szolgál a cikkben szereplő információk forrásmegjelöléseként.